# امین شمیل
امین شُمَیِّل (۲۴ فوریه ۱۸۲۸، کفرشیما– ۱۲ دسامبر ۱۸۹۷، قاهره) ادیب، حقوق‌دان و نویسنده لبنانی در سدهٔ نوزدهم میلادی بود.

## زندگی
امین بن ابراهیم شمیل، در ۲۴ فوریه ۱۸۲۸ کفرشیما زاده شد. در مدرسه رسولان آمریکایی در بیروت درس خواند. زبان عربی و فقه را نزد محیی‌الدین یافی فراگرفت. به بازرگانی در بریتانیا پرداخت اما چندی بعد آن را رها کرد. به مصر رفت و به وکالت پیشه گرفت. روزنامهٔ الحقوق را نشر داد. در ۱۲ دسامبر ۱۸۹۷ در قاهره درگذشت. 

## آثار
- السدرة الجلیة فی الأحکام القضائیة
- بستان النزهة فی فن المخلوقات
- الوافی فی المسألة الشرقیة
- المبتکر
- نظام شورایی [۱]